# Bobby Leach

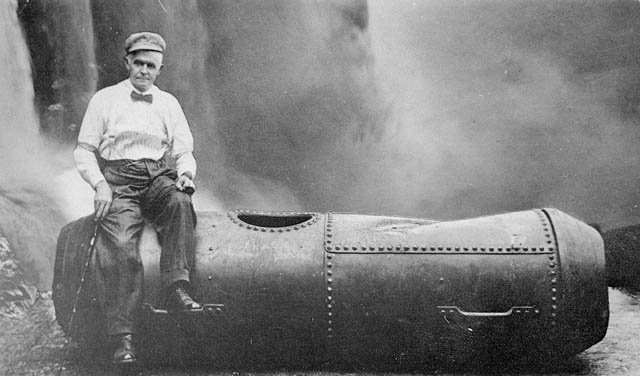
Bobby Leach e la sua canoa dopo il suo viaggio oltre le cascate del Niagara, 1911.

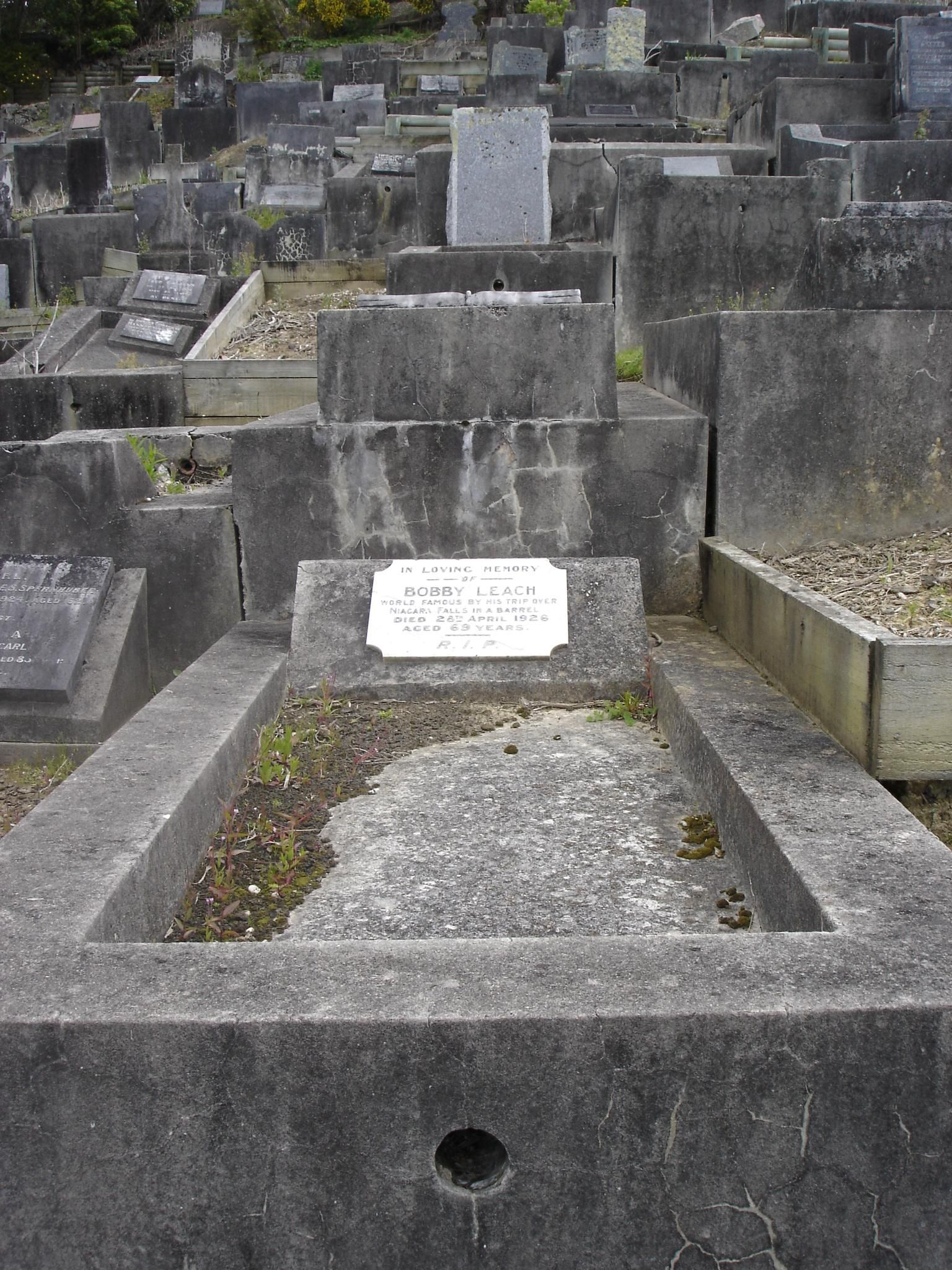
La tomba di Bobby Leach, Hillsborough Cemetery, Auckland, Nuova Zelanda.

Bobby Leach (Cornovaglia, 1858 – Nuova Zelanda, 26 aprile 1926) è stata la seconda persona a discendere in canoa le cascate del Niagara dopo Annie Taylor.